# Quando a Mulher Se Opõe
Merrily We Go to Hell (bra/prt: Quando a Mulher Se Opõe) é um filme pre-Code estadunidense de 1932, do gênero drama, dirigido por Dorothy Arzner, e estrelado por Sylvia Sidney e Fredric March. O roteiro de Edwin Justus Mayer foi baseado no romance "I, Jerry, Take Thee, Joan" (1931), de Cleo Lucas.
A trama retrata a história de um jornalista alcoólatra que, motivado pelo amor, decide buscar a cura para seu vício, mas logo se vê confrontado com a difícil batalha contra a dipsomania.

## Sinopse
Em Chicago, a herdeira Joan Prentice (Sylvia Sidney) e Jerry Corbett (Fredric March), colunista de jornal e aspirante a dramaturgo, se conhecem em uma festa da alta sociedade e imediatamente se conectam, apesar de Jerry estar bêbado na ocasião. Apesar das decepções anteriores de Jerry, principalmente devido ao seu alcoolismo, que levam o pai de Joan a suspeitar das intenções dele, eles decidem se casar, pois Joan está certa de que é amor verdadeiro.
À medida que o casamento deles avança, momentos felizes são interrompidos por novas decepções de ambos os lados. No entanto, o maior desafio para o casamento é a reaparição de Claire Hempstead (Adrianne Allen), uma atriz e antiga namorada de Jerry que partiu seu coração. A combinação de Claire e álcool na vida de Jerry torna-se um obstáculo quase impossível para Joan superar, ameaçando a sobrevivência de seu casamento, apesar do amor que ela sente por ele.

## Elenco
- Sylvia Sidney como Joan Prentice
- Fredric March como Jerry Corbett
- Adrianne Allen como Claire Hempstead
- Richard "Skeets" Gallagher como Buck
- George Irving como Sr. Prentice
- Esther Howard como Vi
- Florence Britton como Charlcie
- Charles Coleman como Richard Damery
- Cary Grant como Charlie Baxter
- Kent Taylor como Greg Boleslavsky

Não-creditados
- Leonard Carey como Mordomo
- Milla Davenport como Governanta
- Mildred Boyd como June
- Ernie Adams como Repórter
- Harry Cording como Fred
- Bill Elliott como Convidado da Festa
- Edwin Maxwell como Jake Symonds
- Edmund Mortimer como Convidado da Festa
- Dennis O'Keefe como Organizador de Casamento

## Produção
O título de produção do filme foi "Jerry and Joan". "Merrily We Go to Hell", um exemplo dos títulos sensacionalistas que eram comuns na era pre-Code, é uma frase que o personagem de March diz enquanto faz um brinde. O Los Angeles Times e alguns outros jornais recusaram-se a publicar o título do filme em seus anúncios por considerá-lo ousado, embora o tenham publicado em suas críticas. No Reino Unido, como a palavra "Hell" ("Inferno") era proibida de ser usada como parte de um título, a versão foi simplesmente renomeada para "Merrily We Go to ____".
O elenco coadjuvante apresenta uma participação inicial proeminente de Cary Grant, creditado em nono lugar no elenco, mas com um papel maior do que isso sugere.

## Recepção
O filme recebeu uma crítica mista da crítica especializada após seu lançamento. Mordaunt Hall, em sua crítica para o The New York Times, acreditava que o filme era extremamente engraçado em partes e descreveu a atuação dos dois protagonistas como "excelente", mas achava que as cenas em que March interpretava um bêbado não levavam a lugar nenhum, e que o roteiro deixava a desejar. No entanto, apesar de críticas semelhantes, que frequentemente notavam que a produção tinha sido dirigida por uma mulher, o filme foi um dos mais financeiramente bem-sucedidos daquele ano. Jessie Burns, para a revista Script, criticou a escalação de Fredric March, achando-o pouco convincente, embora tenha considerado que Adrianne Allen mostrou sua qualidade "estelar" ao retratar uma personagem um tanto "artificial".